# Zaydan al-Nasir
Mawlāy Zaydan al-Nasir, detto Abū l-Maʿālī (in arabo زيدان الناصر بن أحمد‎?, Zaydān al-Nāṣir ibn Aḥmad; ... – settembre 1627) fu un sultano  del Marocco, residente a Marrakech, appartenente alla dinastia sa'diana, salì al trono dopo la morte del padre Ahmad al-Mansur, avvenuta nel 1603, regnando fino al 1627, anno della sua morte.

## Biografia

### Guerra civile
Durante il regno di Zaydān, dopo la morte di Ahmad al-Mansur nel 1603, il Marocco cadde gradualmente in uno stato di anarchia e guerra civile, con i sultani sadiani che iniziarono a perdere autorità.
Salé divenne una repubblica indipendente di corsari. I signori della guerra strapparono molto territorio a Zaydān, come Ahmad ibn Abi Mahalli nel sud e Sidi al-Ayashi nel nord.

Zaydān fu in costante lotta con i fratelli Abu Faris Abd Allah e Muhammad al-Shaykh al-Ma'mun, che controllarono la città di Fès Gli spagnoli colsero l'occasione per conquistare le città di Larache (1610) e al-Maʿmūra.

## Relazioni diplomatiche
Zaydān al-Nāṣir stabilì relazioni amichevoli con i Paesi Bassi, inviandovi in missione vari ambasciatori, come l'ebreo Samuel Pallache, che nel 1609 sottoscrisse su incarico del Sultano un trattato di amicizia tra i due Paesi. Mandò diversi altri inviati nei Paesi Bassi, ad esempio Muhammad Alguazir, al-Hajari e Yusuf Biscaino.
Giacomo I d'Inghilterra destinò John Harrison come ambasciatore in Marocco nel 1610 e nuovamente nel 1613 e nel 1615, al fine di ottenere il rilascio di prigionieri inglesi.
La biblioteca completa del sultano è sopravvissuta. In piena guerra civile, il sultano Zaydan al-Nasir ordinò infatti il trasferimento della sua collezione completa su una nave. Il comandante della nave dirottò la nave in Spagna, dove la raccolta venne conservata nel monastero dell'Escorial.
Morì nel 1627 e gli succedette il figlio Abu Marwan Abd al-Malik II.